# Manuela Couto
Manuela Couto,  de seu nome completo Maria Manuela Santos Couto   (Setúbal, 17 de fevereiro de 1964), é uma actriz portuguesa. Foi nomeada na categoria de "Melhor Atriz" nos Globos de Ouro de 2007, por conta da sua participação no filme Coisa Ruim.

## Biografia
Manuela Couto nasceu em 17 de fevereiro de 1964, em Setúbal.  A data de nascimento constante do IMDB foi corrigida pela própria em entrevista ao programa Hotel Babilónia em 21 de janeiro de 2017.
Tem o curso de Formação de Actores (1982-1986) da Escola Superior de Teatro e Cinema de Lisboa.
Com importância relativa, o início da revelação do seu talento acontece por volta de 1976 num grupo amador de Setúbal, onde também começou Fernando Luís. Durante o curso, fez várias apresentações públicas de teatro, como Antepassados vendem-se, Tragédia Grega e Sonho de uma noite de Verão, tendo sido dirigida por actores como Glória de Matos, Eurico Lisboa, Elisa Lisboa, João Mota e Rui Mendes, entre outros. Trabalhou também no Teatro Animação de Setúbal, tendo participado em peças como Moléstias de um casamento (1982), Doce de Laranja (1983), O Juiz da Beira (1984) e Luísa Todi (1985), entre outras. Colaborou em muitos projectos na Comuna - Teatro da Pesquisa, como Má sorte ter sido puta (1991), tendo recebido o Sete de Ouro para "Melhor actriz revelação", e Cara de Fogo (2004), tendo sido dirigida por nomes como João Mota, Fernanda Lapa, Álvaro Correia e Alfredo Brissos.
Participa regularmente em projectos de teatro, sendo um dos mais recentes Memória d'água, onde contracenou com as colegas Dalila Carmo, São José Correia e Maria José Pascoal.
No cinema, a actriz participou em filmes como Coitado do Jorge (1992), realizado por Jorge Silva Melo ou António, um rapaz de Lisboa (1999), realizado por Jorge Silva Melo.
A participação de Manuela Couto na película Coisa Ruim (2006), realizada por Tiago Guedes e Frederico Serra, valeu-lhe a nomeação na edição de 2007 dos Globo de Ouro na categoria de "Melhor Actriz".
Presença regular em televisão, a actriz participou em sitcoms como Sozinhos em Casa (1993) e Senhores Doutores (1997), para a RTP1. Além destes projetos integrou várias novelas da TVI, como O Último Beijo (2002), Ilha dos Amores (2007), tendo tido maior popularidade em Ninguém como Tu (2005), Tempo de Viver (2006), e Anjo Meu (2011).
A actriz conta ainda com dobragens de animação (como a voz de Pocahontas, o famoso clássico Disney e também a Lisa do filme Os Simpsons: O Filme), cinema e publicidade, assistência de encenação de vários espectáculos da Comuna e tradução de peças de teatro, assim como direcção de actores em produções televisivas.
Participou no remake de O Leão da Estrela, de Leonel Vieira, e Amor Impossível de António-Pedro Vasconcelos.
Pela sua interpretação na telenovela Jogo Duplo (2017), Manuela Couto foi nomeada na categoria de "Melhor Atriz Secundária" dos prémios Áquila (2018), atribuídos pela Fénix - Associação Cinematográfica.
Em 2018, após vários anos a trabalhar para a TVI, é anunciada a sua contratação para a SIC para reforçar a ficção do canal. O primeiro trabalho da atriz na estação foi a novela Alma e Coração, tendo mais tarde integrado o elenco de outras novelas, como Nazaré, A Serra, Sangue Oculto ou Senhora do Mar.

## Televisão
| Ano         | Projeto                        | Papel                                      | Notas                 | Canal |
| ----------- | ------------------------------ | ------------------------------------------ | --------------------- | ----- |
| 1987        | Cacau da Ribeira               |                                            | Elenco Principal      | RTP1  |
| 1989        | Blues do FM (Telefilme)        |                                            | Elenco Principal      | RTP1  |
| 1993        | Sozinhos em Casa               | Sónia Matias                               | Elenco Principal      | RTP1  |
| 1994        | Guerras de Alecrim e Manjerona |                                            | Elenco Principal      | RTP1  |
| 1994        | Ideias com História            | Maria Callas                               | Elenco Principal      | RTP1  |
| 1997        | Era Uma Vez                    |                                            | Elenco Principal      | RTP1  |
| 1997        | Senhores Doutores              |                                            | Elenco Principal      | RTP1  |
| 1997        | Fátima (Telefilme)             | Voz de Nossa Senhora de Fátima             | Elenco Principal      | RTP1  |
| 2000        | Cruzamentos                    | Alice                                      | Elenco Principal      | RTP1  |
| 2001        | Super Pai                      | Augusta                                    | Elenco Principal      | TVI   |
| 2002        | Amanhecer                      | Secretária                                 | Participação Especial | TVI   |
| 2002 - 2003 | O Último Beijo                 | Francisca Montez                           | Elenco Principal      | TVI   |
| 2004        | Inspector Max                  | Esperança                                  | Participação Especial | TVI   |
| 2004        | Queridas Feras                 | Elisa Gouveia                              | Participação Especial | TVI   |
| 2005        | Ninguém Como Tu                | Dulce Paredes da Silva                     | Co-protagonista       | TVI   |
| 2006 - 2007 | Tempo de Viver                 | Lídia Martins de Mello                     | Co-antagonista        | TVI   |
| 2007        | Ilha dos Amores                | Alice Carroça                              | Elenco Principal      | TVI   |
| 2008        | Casos da Vida                  | Sílvia                                     | Elenco Principal      | TVI   |
| 2009        | Olhos nos Olhos                | Flora                                      | Participação Especial | TVI   |
| 2009        | Equador                        | Francisca                                  | Co-protagonista       | TVI   |
| 2009 - 2010 | Sentimentos                    | Lúcia Huau                                 | Co-protagonista       | TVI   |
| 2010        | Ele É Ela                      | Adriana                                    | Elenco Principal      | TVI   |
| 2011 - 2012 | Anjo Meu                       | Madalena Girão                             | Antagonista           | TVI   |
| 2012 - 2013 | Doida por Ti                   | Preciosa Antunes                           | Elenco Principal      | TVI   |
| 2013 - 2014 | Belmonte                       | Sofia Caneira Belmonte                     | Antagonista           | TVI   |
| 2014        | Jardins Proibidos              | Isabel Alves Herédia                       | Participação Especial | TVI   |
| 2015 - 2016 | Santa Bárbara                  | Paula Montemor                             | Elenco Principal      | TVI   |
| 2016        | Aqui Tão Longe                 | Andreia Soeiros                            | Elenco Principal      | RTP1  |
| 2016        | Mulheres Assim                 | Paula                                      | Elenco Adicional      | RTP1  |
| 2017        | Ouro Verde                     | Amanda Nascimento                          | Co-protagonista       | TVI   |
| 2017 - 2018 | Jogo Duplo                     | Clara Neves                                | Elenco Principal      | TVI   |
| 2018 - 2019 | Alma e Coração                 | Adelaide Macedo                            | Elenco Principal      | SIC   |
| 2020 - 2021 | Nazaré - 2.ª temporada         | Natália Tavares                            | Co-Protagonista       | SIC   |
| 2021 - 2022 | A Serra                        | Maria do Carmo «Carminho» Teles de Arriaga | Elenco Principal      | SIC   |
| 2022 - 2023 | Sangue Oculto                  | Remédios Brito                             | Elenco Principal      | SIC   |
| 2023        | Marco Paulo                    | Corina Freire                              | Participação Especial | SIC   |
| 2024 - 2025 | Senhora do Mar                 | Luísa Cordeiro                             | Elenco Principal      | SIC   |
| 2025        | A Herança                      | Ela Própria                                | Direção de Atores     | SIC   |

## Cinema
| Ano  | Projeto           | Ref.        |
| ---- | ----------------- | ----------- |
| 2006 | Coisa Ruim        | [ 1 ] [ 2 ] |
| 2015 | O Leão da Estrela | [ 1 ]       |
| 2015 | Amor Impossível   | [ 1 ]       |
| 2017 | Al Berto          | [ 5 ]       |

## Teatro
- 1983 - Adeus João - Teatro Animação de Setúbal
- 1984 - O Juiz da Beira - Teatro Animação de Setúbal
- 1991 - Terra - Comuna - Teatro de Pesquisa
- 1996 - O Mal da Juventude - Comuna - Teatro de Pesquisa[6]

## Dobragens
- Dot em Animaniacs
- Pocahontas (diálogos) em Pocahontas
- Pocahontas (diálogos) em Pocahontas II: Viagem a um Mundo Novo
- Zípora (diálogos) em O Príncipe do Egito
- Nala em O Rei Leão II: O Reino de Simba
- Roxanne em Pateta - O Filme
- Sora, Yolei, Mãe do Tai em Digimon: O Filme
- Angie em O Gang dos Tubarões
- Princesa Candy em Dave, o Bárbaro
- Starfire em Teen Titans (1.ª Temporada)
- Lisa em Os Simpsons: O Filme
- Rainha Vermelha em Alice no País das Maravilhas
- Rainha Vermelha em Alice do Outro Lado do Espedo==Ligações externas==
- Manuela Couto. no IMDb.
- Entrevista, em 21 de janeiro de 2017, ao programa Hotel Babilónia, na Antena 1.

1. 1 2 3 4 5  «Manuela Couto» (em inglês). Internet Movie Database. Consultado em 3 de outubro de 2017. Arquivado do original em 10 de março de 2017
2. 1 2  «Globos de Ouro são cada vez mais os prémios da SIC e para a SIC». Público. 14 de Março de 2007. Consultado em 3 de outubro de 2017. Cópia arquivada em 3 de outubro de 2017
3. ↑  MadreMedia; Agência Lusa (3 de abril de 2018). «"Al Berto" e "São Jorge" nomeados em cinco das sete categorias de cinema dos Prémios Áquila». Sapo24. Consultado em 13 de novembro de 2018
4. ↑  «Manuela Couto troca TVI por SIC». Impala. 21 de maio de 2018. Consultado em 20 de agosto de 2024
5. ↑  «Manuela Couto» (em inglês). Internet Movie Database. Consultado em 13 de novembro de 2018. Arquivado do original em 13 de novembro de 2018
6. ↑  https://www.comunateatropesquisa.pt/o-mal-da-juventude/